# Gereba
Winston Geraldo Guimarães Barreto mais conhecido como Gereba Barreto ou simplesmente Gereba (Monte Santo, 14 de agosto de 1946) é um compositor, violonista, arranjador e produtor da música popular brasileira.

## Carreira
Exímio compositor e violonista, Gereba tem uma vasta carreira como solista, cantor e compositor. Lançou seu primeiro disco solo em 1973 pela gravadora Fontana, intitulado Bendegó, nome que foi dado ao grupo criado por ele João Santana e seu irmão Zeca Barreto pouco tempo depois.
Há mais de 20 anos, desenvolve projetos visando dar oportunidades para novos talentos, principalmente do interior do nordeste.

## Discografia

### Solo
- Bendegó (1973) Fontana/ Phonogram
- Te Esperei (1985) Independente
- Gereba Convida (1993) RGE
- Canudos (1997) CPC-Umes
- Forró da Baronesa (2000) CPC-Umes
- Canções Que Vem Do Sol (2001) Paulus
- Sertão (2002) Paulus
- Don Quixote Xote Xote (2008) Atração

### Com Bendegó
- Forró Bom! É do ABC! (1989) Continental
- La Nave Va (1986) 3M
- Bendegó (1981) Continental
- Bendegó (1979) Epic/CBS
- Onde o Olhar Não Mira (1976) Continental

### Com Tom Zé
- Cantando Com a Platéia (1990) Independente